# Don’t (песня Эда Ширана)
«Don’t» (с англ. — «Не надо») — сингл британского певца и автора песен Эда Ширана для его второго студийного альбома × (2014). Изначально песня планировалась в качестве ведущего сингла альбома, но была отклонена в пользу «Sing». Вместо этого сингл был выпущен в iTunes 13 июня 2014 года в качестве второго промо-сингла. Песня «Don’t» официально попала на Contemporary hit radio в США 15 июля 2014 года и была выпущена независимо 24 августа 2014 года в качестве второго сингла с альбома.
Сингл достиг 8-го места в UK Singles Chart. В США он стал первым синглом Ширана из топ-10. Он также вошёл в топ-10 в восьми других странах.

## История
Песня возникла из риффа, который Ширан держал в своем телефоне в течение года. Он впервые записал трек с продюсером Бенни Бланко, который также был соавтором под своим настоящим именем Бенджамин Левин. Ширан снова записал его с Риком Рубином. Два продюсера подготовили окончательный вариант.
Текст песни состоит из трех куплетов, которые Ширан подробно описал: Первый куплет — это установка, второй объясняет ситуацию, а третий — результат, с припевом между каждым. Лирическая завязка, она намекает на события, связанные с недолгими отношениями Ширана с некой певицей. Он поет: Для меня и для неё мы зарабатываем деньги одинаково. Четыре города, два самолёта в один и тот же день. Ширан презирал бывшую девушку за то, что она занималась сексом с другим парнем и выразил это в песне. Он рассказал, что написал песню из-за разочарования, и, с точки зрения сюжета, текст говорит сам за себя. Он вспомнил события, которые вдохновили его на написание: […] это была одна из тех ситуаций, когда кто-то кажется очень, очень милым, невинным человеком, и вы принимаете это как должное, а затем все открывается, и вы видите их с другой стороны. Песня оказалась терапевтической, потому что написав её, он почувствовал себя лучше психологически.
Что касается других его песен, Ширан открыто заявил, кто вдохновил лирическое содержание. Но с момента выхода «Don’t» он хранил молчание о том, кому адресована песня. В интервью 2014 года журналу Rolling Stone Ширан заявил, что встречался с несколькими певицами, но Тейлор Свифт среди них не было. В том же интервью упоминаются таблоиды, которые связывают Ширана с Элли Голдинг и Селеной Гомес. 31 октября 2015 года журнал Fuse опубликовал интервью, в котором Ширан говорит: «Don’t» ― это просто песня, которая близка сердцу и определённо открыла дверь, которую я, вероятно, не должен был открывать. Я просто не буду говорить о ком она, потому что… Я имею в виду, что все всё равно знают. Но я просто не буду говорить о ком она, потому что это довольно негативная песня.
Песня написана в тональности фа минор с темпом 92 удара в минуту.

## Выпуск и прием
Ширан не собирался выпускать песню, потому что текст был терапевтическим и слишком личным. Однако те, кто слышал песню, убедили его выпустить её, так как она была хитовой. Он признался, что чем больше он слушал её, тем больше убеждался, что это хорошая песня. «Don’t» планировалось выпустить в качестве первого сингла с альбома до марта 2014 года, когда была выбрана песня «Sing».
13 июня 2014 года песня «Don’t» стала доступна покупателям, сделавшим предварительный заказ альбома ×, в качестве второго промо-сингла. Примечательно, что текст песни Ширана не подвергнут цензуре в ремиксе Рика Росса так как в альбомной версии. Песня официально попала на американское радио Contemporary hit radio 15 июля 2014 года.
Джейсон Липшутц из Billboard написал: Песня показывает, что Ширан не боится быть опасным или даже откровенным.

## Коммерческий успех
В Великобритании песня достигла 8-го места в чарте UK Singles Chart на девятой неделе своего пребывания в чарте. По состоянию на сентябрь 2017 года фактические продажи песни составили 399 000 копий, а также 67 миллионов стримов, что в общей сложности составляет 1 073 000 единиц в Великобритании.
В США «Don’t» достиг 9-го места в чарте Billboard Hot 100. Это был первый сингл Ширана, попавший в топ-10 этого чарта. По состоянию на январь 2015 года в США было продано 1 464 000 цифровых копий сингла.

## Видеоклип
Сопровождающее музыкальное видео было выпущено на YouTube 4 августа 2014 года и снято режиссёром Эмилем Навой. Ширан ненадолго появляется в эпизодической роли.

## Трек-лист
| №  | Название | Длительность |
| -- | -------- | ------------ |
| 1. | «Don't»  | 3:39         |

| №  | Название  | Длительность |
| -- | --------- | ------------ |
| 1. | «Don't»   | 3:39         |
| 2. | «Friends» | 3:10         |

| №  | Название                                | Длительность |
| -- | --------------------------------------- | ------------ |
| 1. | «Don't» (Rick Ross Remix)               | 4:17         |
| 2. | «Be My Husband» (Live from Glastonbury) | 7:50         |
| 3. | «Everything You Are»                    | 3:58         |
| 4. | «Friends»                               | 3:10         |

| №  | Название                                | Длительность |
| -- | --------------------------------------- | ------------ |
| 1. | «Don't» (Rick Ross Remix)               | 4:17         |
| 2. | «Be My Husband» (Live from Glastonbury) | 7:50         |
| 3. | «Everything You Are»                    | 3:58         |

## Чарты
| Чарт(2014-15)                          | Высшая позиция |
| -------------------------------------- | -------------- |
| Австралия (ARIA)                       | 4              |
| Австрия (Ö3 Austria Top 40)            | 30             |
| Бельгия/Фландрия (Ultratop 50)         | 43             |
| Бельгия/Валлония (Ultratop 50)         | 48             |
| Канада (Billboard Canadian Hot 100)    | 7              |
| Канада (Billboard AC Airplay)          | 24             |
| Канада (Billboard CHR/Top 40)          | 3              |
| Канада (Billboard Hot AC)              | 2              |
| Чехия (Rádio Top 100)                  | 13             |
| Чехия (Singles Digitál Top 100)        | 10             |
| Дания (Tracklisten)                    | 8              |
| Euro Digital Songs (Billboard)         | 7              |
| Финляндия (Suomen virallinen lista)    | 17             |
| Франция (SNEP)                         | 41             |
| Германия (GfK)                         | 17             |
| Венгрия (Stream Top 40)                | 29             |
| Ирландия (IRMA)                        | 11             |
| Израиль (Media Forest)                 | 2              |
| Lebanon (Lebanese Top 20)              | 14             |
| Нидерланды (Dutch Top 40)              | 15             |
| Нидерланды (Single Top 100)            | 20             |
| Новая Зеландия (Recorded Music NZ)     | 6              |
| Польша (ZPAV AirPlay Top 100)          | 15             |
| Шотландия (Scottish Singles Chart)     | 10             |
| Словакия (Rádio Top 100)               | 31             |
| Словакия (Singles Digitál Top 100)     | 13             |
| Slovenia (SloTop50)                    | 47             |
| Испания (PROMUSICAE)                   | 43             |
| Швеция (Sverigetopplistan)             | 22             |
| Швейцария (Schweizer Hitparade)        | 7              |
| Великобритания (UK Singles Chart)      | 8              |
| США (Billboard Hot 100)                | 9              |
| США (Billboard Adult Contemporary)     | 24             |
| США (Billboard Adult Top 40)           | 3              |
| США (Billboard Country Airplay)        | 59             |
| США (Billboard Dance/Mix Show Airplay) | 4              |
| США (Billboard Mainstream Top 40)      | 2              |
| США (Billboard Rhythmic)               | 24             |

| Чарт(2014)                           | Позиция  |
| ------------------------------------ | -------- |
| Australia (ARIA)                     | 42       |
| Canada (Canadian Hot 100)            | 56       |
| Germany (Official German Charts)     | 50       |
| Hungary (Stream Top 40)              | 99       |
| Italy (FIMI)                         | 66       |
| Netherlands (Dutch Top 40)           | 65       |
| Netherlands (Single Top 100)         | 43       |
| New Zealand (Recorded Music NZ)      | 33       |
| Sweden (Sverigetopplistan)           | 62       |
| Switzerland (Schweizer Hitparade)    | 56       |
| UK Singles (Official Charts Company) | 27       |
| US Billboard Hot 100                 | 52       |
| US Adult Top 40 (Billboard)          | 29       |
| US Mainstream Top 40 (Billboard)     | 36       |
| Чарт(2015)                           | Позиция  |
| Canada (Canadian Hot 100)            | 72       |
| US Billboard Hot 100                 | 92       |
| US Adult Top 40 (Billboard)          | 49       |
| US Mainstream Top 40 (Billboard)     | 49       |
| Chart (2019)                         | Position |
| Portugal (AFP)                       | 1867     |

## Сертификации
| Регион | Сертификация  | Продажи   |
| --- | ------------- | --------- |
| Австралия (ARIA) | 4× Платиновый | 280 000   |
| Канада (Music Canada) | 4× Платиновый | 320 000   |
| Германия (BVMI) | Платиновый    | 400 000   |
| Италия (FIMI) | 2× Платиновый | 100 000   |
| Новая Зеландия (RMNZ) | Платиновый    | 15 000*   |
| Швеция (GLF) | Платиновый    | 40 000    |
| Швейцария (IFPI Switzerland) | Золотой       | 15 000    |
| Великобритания (BPI) | 2× Платиновый | 399,000   |
| США (RIAA) | 4× Платиновый | 1,464,000 |
| Streaming |               |           |
| Дания (IFPI Danmark) | Платиновый    | 2 600 000 |
| * Данные о продажах приведены только на основе сертификации. · Данные о продажах + прослушиваниях приведены только на основе сертификации. · Данные только о прослушиваниях приведены на основе сертификации. |               |           |